# Космос-1411
Космос-1411 је један од преко 2400 совјетских вјештачких сателита лансираних у оквиру програма Космос.
Космос-1411 је лансиран са космодрома Плесецк, СССР, 30. септембра 1982. Ракета-носач Р-7 Семјорка (рус. Семёрка) (8К71, НАТО ознака SS-6 Sapwood) са додатим степеном је поставила сателит у орбиту око планете Земље. Маса сателита при лансирању је износила 6300 килограма. Космос-1411 је био осматрачки сателит.